# Château de Montdésir
Le château de Montdésir, est une ancienne maison forte, dont les vestiges se dresse sur la commune d'Alby-sur-Chéran une commune française, dans le département de la Haute-Savoie et la région Auvergne-Rhône-Alpes.
Il était l'un des sept châteaux, avec Châteauvieux, Le Donjon, Montconon, Montpon, Montvuagnard et Pierrecharve, qui assuraient la défense d'Alby.
Ces châteaux constituaient un système défensif permettant de contrôler le passage du torrent.

## Situation
Il se dressait sur la rive gauche du Chéran près de la route de Chambéry à Annecy qu'il surveillait.

## Historique
Il est depuis son origine possession de la famille d'Alby, qui le fit construire et qui le conservera jusqu'au XVIe siècle.
Il échoit entre les mains des familles Cruet puis Sonnaz. En 1774, il est acheté par le sénateur de Cormand de Montpon, qu'il lègue à un représentant de la famille de Thiollaz.

## Description
Il se présentait sous la forme d'une enceinte quadrangulaire, flanquée aux quatre angles d'une tour, le tout enserrant une cour intérieure.